# Chó Mastiff Pyrenees
Chó Mastiff Pyrenees (tiếng Tây Ban Nha: Mastín del Pirineo, tiếng Agaron: Mostín d'o Pireneu) là một giống chó lớn có nguồn gốc từ Pyrenees Aragonese ở Tây Ban Nha. Không nên nhầm lẫn với Chó miền núi Pyrenees.

## Lịch sử
Trong một thời gian dài, Chó Mastiff Pyrenees đi theo đàn cừu trong những con đường di cư của nó từ Pyrenees Aragonese và Navarrese đến Maestrazgo. Chức năng chính của nó là canh gác và bảo vệ đàn và các chủ nhân của nó khỏi những cuộc tấn công của chó sói, gấu và kẻ trộm. Trong thế kỷ 20, đặc biệt là sau Nội chiến Tây Ban Nha, do những khó khăn về kinh tế, giống chó Chó Mastiff Pyrenees đã đi vào suy thoái vì tốn rất nhiều chi phí để nuôi một con chó có kích thước như giống chó này. Vào những năm 1970, một nhóm người hâm mộ đã bắt đầu một công việc khôi phục lại giống Chó Mastiff Pyrenees thông qua một số cá thể ở nông thôn và vẫn có những đặc trưng tiêu biểu của chó Mastiff cũ. Nó đã được ghi nhận từ năm 1977 như một giống thuần chủng hiện đại bởi Club del Mastín del Pirineo de España ở Tây Ban Nha.
Giống chó miền núi này hiện đang được lấy từ vùng quê của nó và được nuôi dưỡng như một thú cưng ở các quốc gia khác như Hoa Kỳ bởi Câu lạc bộ Chó Mastiff Pyrenees ở Hoa Kỳ. Nó được công nhận bởi Fédération Cynologique Internationale vào năm 1982.